# 紀元前48年
紀元前48年（きげんぜん48ねん）は、ローマ暦の年である。

## 他の紀年法
- 干支 : 癸酉
- 日本
  - 崇神天皇50年
  - 皇紀613年
- 中国
  - 前漢 : 初元元年
- 朝鮮
  - 新羅 : 赫居世10年
  - 檀紀2286年
- 仏滅紀元 : 496年
- ユダヤ暦 : 3713年 - 3714年

## できごと

### ローマ
- 執政官：ガイウス・ユリウス・カエサルとプブリウス・セルウィウス・イサウリクス
- ローマ内戦
  - 1月4日 - カエサルがデュッラキウム（ドゥラス）に到着した。
  - 3月 - マルクス・アントニウスがカエサルの軍に加わった。
  - 4月 - ドゥラスで攻城戦が行われた。
  - 5月 - 執政官のプブリウス・セルウィウス・イサウリクスがカエサルの裁判官の座を破壊した。
  - 7月10日 - デュッラキウムの戦いで、カエサルはマケドニア属州でグナエウス・ポンペイウスに大敗を喫し、テッサリアまで退却した。
  - 8月9日 - ファルサルスの戦いで、カエサルはポンペイウスに大勝し、ポンペイウスはエジプトに退却した。
  - 9月28日 - ポンペイウスはプトレマイオス13世に暗殺された。
  - カエサルは5年間の執政官に任命された。
  - ベローナに捧げられたローマ神殿が焼失した。
  - アレクサンドリアの包囲
  - 10月 - ポントス国王ファルナケス2世はニコポリスの戦いでグナエウス・ドミティウス・カルウィヌスを破った。
  - 12月 - アレクサンドリアでカエサルとクレオパトラ7世対プトレマイオス13世とアルシノエ4世の戦いが行われた。プトレマイオス13世とアルシノエ4世は敗れて逃走したが、アレクサンドリア図書館の火災で死亡した。

### アジア
- 元帝が漢の皇帝になった。

## 誕生
- ルキウス・カルプルニウス・ピソ（+ 32年）
- 班倢伃、成帝の側室（+ 紀元前6年）

## 死去
- 9月28日 - グナエウス・ポンペイウス[1]、共和政ローマの軍人・政治家（* 紀元前106年）
- ティトゥス・アニウス・ミロ